# レジリエンス・アート
レジリエンスアート（英語：Resilience Art、Art Resilience）は、2014年に誕生した芸術運動。この運動は、フランス・パリのモンマルトルにあるバトー・ラヴォワールに始まる。

## 概要
アートの定義
美は客観的なものであり、それは芸術のすべての自然な基盤である。  形式的な表現は自由でなければならないが、品質を保証する美学に基づいている。  

アーティストは自分の行動に意識と責任を持たなければならない。  アートは、個人とコミュニティの形成者である
2021年3月27日、「アート・レジリエンス」のメンバー（82名）による第1回世界会議がビデオ会議で開催された。11人のアーティストが、それぞれの国のアートやアーティストの状況を紹介した。

## 歴史
レジェンズアートは、2014年にクセニア・ミリチェヴィッチをはじめ、ジョン・ボティカ（ニュージーランド）、グレゴリオ・クアルタス（コロンビア）、クリステル・ラーソン（フランス）、ジェラール・ラルティーグ（メキシコ）、ヴィクター・モレフ（カナダ）、ミゲル・ベタンクール（エクアドル）、セノル・サック（トルコ）、クリストファー・ストーン（イギリス）の8人の創設アーティストによって、フランス・パリで生まれた運動である。
この運動は、現代美術が行き詰まり、すべての基礎や枠組みを壊し、芸術家の概念的な意図のみに基づいて論理破綻に陥っていると考え、それに対抗するために生まれたものである。
このようにして、芸術はその特殊性をすべて失った。
芸術におけるレジリエンスは、芸術の基盤の再構築を仮定しており、その基盤は美学に位置している。
アート・レジリエンス・ムーブメントは形式的なものではなく、アートの概念を再定義しようとするものである。